# Villars-Bramard

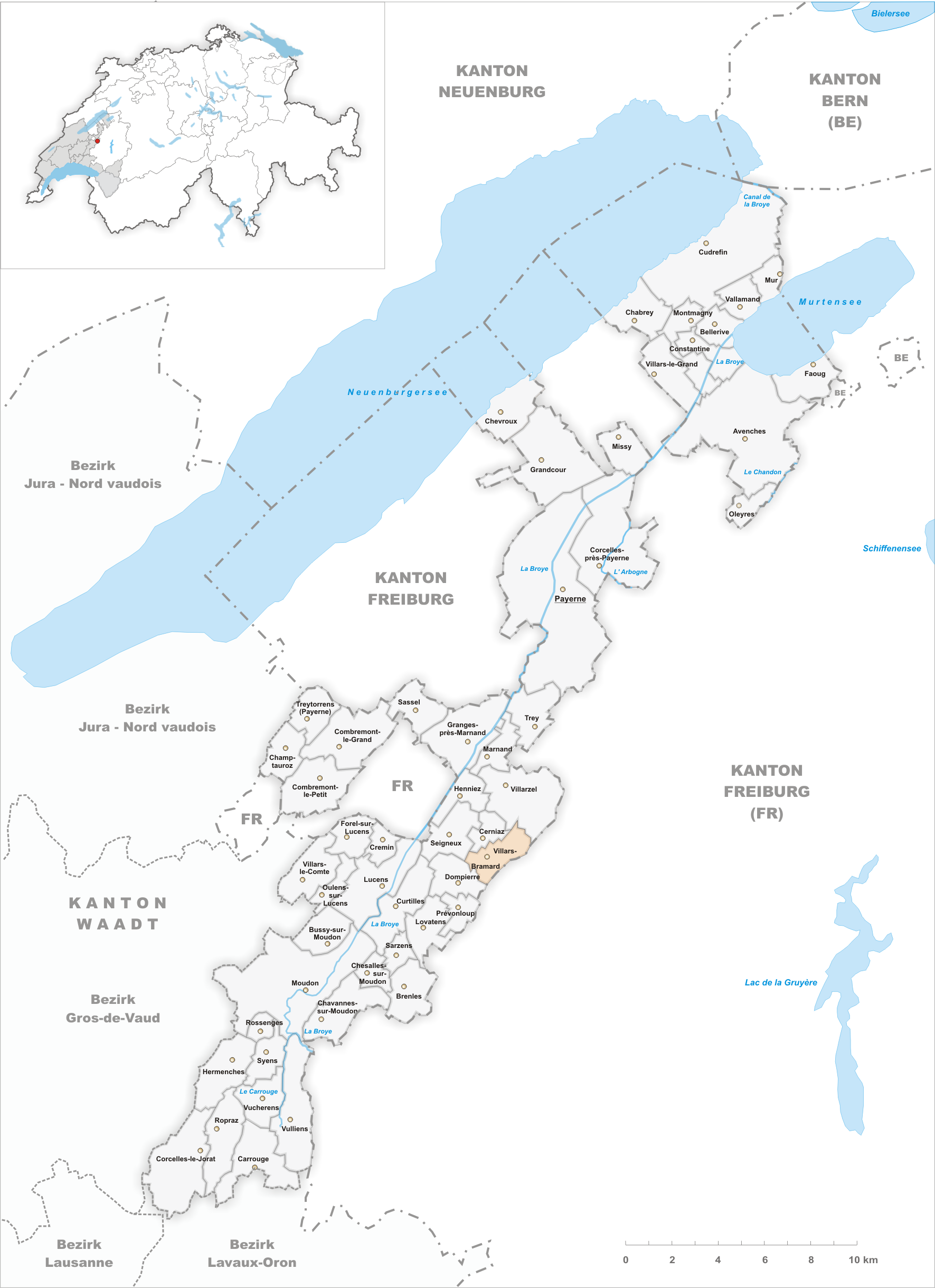
Gemeindestand vor der Fusion am 30. Juni 2011

Villars-Bramard war bis zur Fusion zu Valbroye am 1. Juli 2011 eine politische Gemeinde im Distrikt Broye-Vully des Kantons Waadt in der Schweiz.

## Geographie
Villars-Bramard liegt auf 734 m ü. M., zwölf Kilometer südsüdwestlich des Bezirkshauptorts Payerne (Luftlinie). Das Bauerndorf erstreckt sich am oberen östlichen Talhang der Broye, im östlichen Waadtländer Mittelland.
Die Fläche des 3,2 km² grossen ehemaligen Gemeindegebiets umfasst einen Abschnitt des Hügellandes zwischen dem Broyetal und dem Glânetal. Der grösste Teil des Gebietes wird vom nach Nordwesten gerichteten Hang von Villars-Bramard eingenommen, an dem sich auch das Quellgebiet des Baches Trémeule befindet. Nach Osten erstreckte sich der Gemeindeboden auf den breiten Kamm zwischen dem mittleren Broyetal und der Glâne und erreicht im Bois de Bossens mit 804 m ü. M. den höchsten Punkt von Villars-Bramard. In diesem Wald entspringt auch der rechte Seitenbach der Broye, der bei Marnand mündet. Der östliche Gemeindeteil umfasste das ausgedehnte Waldgebiet Forêt de Farzin. Von der Gemeindefläche entfielen 1997 4 % auf Siedlungen, 39 % auf Wald und Gehölze und 57 % auf Landwirtschaft.
Zur Gemeinde Villars-Bramard gehörten einige Einzelhöfe. Nachbargemeinden von Villars-Bramard waren Dompierre, Seigneux, Cerniaz und Villarzel im Kanton Waadt sowie Romont im Kanton Freiburg.

## Bevölkerung
Mit 116 Einwohnern (Stand 31. Dezember 2010) gehörte Villars-Bramard zu den kleinsten Gemeinden des Kantons Waadt. Von den Bewohnern sind 96,6 % französischsprachig, 1,7 % deutschsprachig und 0,9 % portugiesischsprachig (Stand 2000). Die Bevölkerungszahl von Villars-Bramard belief sich 1900 noch auf 172 Einwohner. Nachdem die Bevölkerung bis 1980 durch starke Abwanderung um rund 50 % auf 88 Personen abgenommen hatte, wurde seither wieder eine leichte Bevölkerungszunahme beobachtet.

## Wirtschaft
Villars-Bramard war bis in die zweite Hälfte des 20. Jahrhunderts ein vorwiegend durch die Landwirtschaft geprägtes Dorf. Noch heute haben der Ackerbau und die Viehzucht eine wichtige Bedeutung in der Erwerbsstruktur der Bevölkerung. Einige weitere Arbeitsplätze sind im lokalen Kleingewerbe und im Dienstleistungssektor vorhanden.

## Verkehr
Villars-Bramard liegt abseits der grösseren Durchgangsstrassen an einer Verbindungsstrasse von Marnand nach Romont. Durch einen Postautokurs, der von Payerne nach Romont verkehrt, ist Villars-Bramard an das Netz des öffentlichen Verkehrs angebunden.

## Geschichte
Die erste urkundliche Erwähnung des Ortes erfolgte 1155 unter dem Namen Villa balmal. Später erschienen die Bezeichnungen Villar Bremar (1180), Villabramar (1184) und Villars Bramar (1394). Der Ortsname setzt sich aus dem spätlateinischen Wort villare (Weiler, Gehöft) und dem germanischen Personennamen Ballomar, Balmar oder Bramar zusammen.
Seit dem Mittelalter gehörte Villars-Bramard zur Burgvogtei Villarzel, welche unter der Oberhoheit des Bischofs von Lausanne stand. Mit der Eroberung der Waadt durch Bern im Jahr 1536 gelangte das Dorf unter die Verwaltung der Vogtei Moudon. Nach dem Zusammenbruch des Ancien Régime gehörte Villars-Bramard von 1798 bis 1803 während der Helvetik zum Kanton Léman, der anschliessend mit der Inkraftsetzung der Mediationsverfassung im Kanton Waadt aufging. 1798 wurde es dem Bezirk Payerne zugeteilt. Villars-Bramard besitzt keine eigene Kirche, es gehört zur Pfarrei Dompierre.